# Мелвильский островной волк
Волк мелвильский островной (Canis lupus arctos), также иногда именуется элсмирский или арктический — подвид волка, встречающийся на группе арктических островов в Северной Америке и в северной части Гренландии. В честь одного из островов, Мелвилла, подвид получил своё название (аналогично, элсмирский в честь острова Элсмир). Особь данного подвида выделяется светлым белым или серым мехом.

## Описание
Средняя особь мелвильского островного волка меньше особи обыкновенного волка, самки меньше самцов. Длина средней особи вместе с хвостом варьирует от 90 до 180 см, высота до плеча — 63—79 см. Средний вес около 45 кг, взрослые самцы порой достигают веса 80 кг. Мелвильский островной волк отличается маленьким размером ушей, помогающим ему сохранять тепло в холодном климате. (В целом, среди подвидов волка имеется следующая тенденция: чем северней ареал подвида, тем меньше уши у его особей.)
Продолжительность жизни мелвильского островного волка — 7—10 лет, однако в неволе срок их жизни увеличивается до 18-и лет.

## Охота
Мелвильские волки, как и все другие, охотятся стаями. Основной их рацион составляют северные олени и овцебыки. Также волки питаются арктическими зайцами и леммингами, а порой и лосями, когда те проваливаются в толстый снег и не могут оказать сопротивления стае. Из-за недостатка пастбищ северные олени вынуждены кочевать по огромным территориям, площадью около 2600 км². Подобные расстояния приходится преодолевать и волкам в поиске добычи.
В целом на охоте волк встречает массу проблем. Например, северный олень, основная добыча волка, значительно превосходит по скорости даже взрослого самца, поэтому стая либо нападает на старых, больных, отбившихся от стада, либо применяет загонную тактику. Часть стаи устраивает засаду, в которую другая часть гонит стадо, либо преследуют добычу по очереди, пока та не выбьется из сил. Еще сложней для волка охота на овцебыков: те при нападении образуют плотное кольцо, пряча телят внутри.

## Стая
Волки объединяются в стаи прежде всего из-за их способа охоты. Маленькая группа не может устраивать засад и разбивать кольцо овцебыков. С другой стороны, большой стае сложней себя прокормить. Именно поэтому средний размер стаи 5—10 особей. В целом же, структура стаи мелвильского островного волка совпадает со структурой стаи вида в целом.

## Размножение
Обычно, потомство даёт только доминантная пара, но в больших стаях спариваться могут и другие. Из-за арктической вечной мерзлоты и связанных с этим трудностей для выкапывания логова, волки часто используют уступы скал, пещеры или даже небольшие углубления. У самки рождается 2—3 детёныша в период с позднего мая по ранний июнь, то есть, на месяц позже, чем у серых волков. Считается, что меньшая численность потомства по сравнению с четырьмя-пятью у серых волков вызвана недостатком добычи в Арктике. Беременность длится 63 дня. Волчата остаются с матерью на 2 года.

## Распространение
Мелвильский островной волк — единственный подвид серого волка, который всё ещё обитает на всём своём изначальном ареале, в основном потому, что в тех местностях редко встречаются люди.